# Acreúna
Acreúna là một đô thị ở bang Goiás.
Dân số đô thị này thời điểm ngày 1/1/2006 ước khoảng 25.986 người.
Kinh tế dựa vào nông nghiệp.